# Almolonga
Almolonga – miasto w Gwatemali, w departamencie Quetzaltenango, położone pomiędzy miastami Quetzaltenango i Zunil. Jest zamieszkane głównie przez ludność mówiącą w języku kicze. Według danych szacunkowych w 2012 roku liczba ludności miejscowości wyniosła 11 131  mieszkańców. Miejscowość leży na wysokości 2251 m n.p.m., u stóp wulkanu Almolonga.

## Gmina Almolonga
Jest siedzibą władz gminy o tej samej nazwie, która w 2012 roku liczyła 17 968 mieszkańców.
Gmina jak na warunki Gwatemali jest bardzo mała, a jej powierzchnia obejmuje zaledwie 20 km². Jest ośrodkiem uprawy warzyw uprzemysłowionych dostarczanych na rynek krajowy i eksportowanych do Salwadoru. Miasto jest znane z dużej liczby kościołów ewangelicznych.